# Lijst van landen die hun naam hebben gewijzigd
Dit is een lijst van landen die hun naam hebben gewijzigd. De lijst geeft zowel de oude namen als de nieuwe namen als de alternatieve minder gebruikelijke namen.

## Afrika
| Oude naam         | Jaar      | Nieuwe naam                   | Alternatieve naam | Opmerking |
| ----------------- | --------- | ----------------------------- | ----------------- | --- |
| Abessinië         |           | Ethiopië                      |                   | |
| Afar- en Issaland | 1977      | Djibouti                      |                   | Het land heette voorheen ook Frans-Somaliland.                                                                                       |
| Basutoland        | 1966      | Lesotho                       |                   | |
| Beetsjoeanaland   | 1966      | Botswana                      |                   | |
| Dahomey           | 1975      | Benin                         |                   | |
| Malagasië         |           | Madagaskar                    |                   | |
| Mauritanië        |           |                               | Bilad Chinguetti  | Het huidige Mauritanië staat binnen de islamitische wereld ook wel gekend als Bilad Chinguetti wat het land van Chinguetti betekend. |
| Nyassaland        | 1963      | Malawi                        |                   | |
| Noord-Rhodesië    | 1964      | Zambia                        |                   | |
| Opper-Volta       | 1984      | Burkina Faso                  |                   | |
| Oubangui-Chari    | 1960      | Centraal-Afrikaanse Republiek |                   | |
| Soedan            | 2011      | Noord-Soedan (onofficieel)    | Nubië             | |
| Swaziland         | 2018      | Eswatini                      |                   | |
| Zaïre             | 1971-1997 | Congo-Kinshasa                |                   | |
| Zuidwest-Afrika   | 1990      | Namibië                       |                   | |
| Zuid-Afrika       | 1994      |                               | Azanië            | Na de afschaffing van de apartheid in 1994 werd de naam Azanië voorgesteld als alternatieve naam.                                    |
| Zuid-Rhodesië     | 1980      | Zimbabwe                      |                   | |
| Zuid-Soedan       |           |                               | Equatoria         | |

## Amerika
| Oude naam                  | Jaar      | Nieuwe naam          | Alternatieve naam              | Opmerking |
| -------------------------- | --------- | -------------------- | ------------------------------ | --------- |
| Frans-Guyana               | 1659-1677 | Cayenne              | Oost-Guyana, Guyane-Cayenne    |           |
| Guyana                     |           |                      | West-Guyana, Guyane-Georgetown |           |
| Saint Christopher en Nevis | 1983      | Saint Kitts en Nevis |                                |           |
| Saint Domingue             | 1804      | Haïti                |                                |           |

## Azië
| Oude naam      | Jaar      | Nieuwe naam               | Alternatieve naam      | Opmerking |
| -------------- | --------- | ------------------------- | ---------------------- | --- |
| Birma          | 1989      | Myanmar                   |                        | |
| Ceylon         | 1972      | Sri Lanka                 |                        | |
| Cyprus         | 1974      | Zuid-Cyprus (onofficieel) |                        | |
| Kampuchea      | 1975-1990 | Cambodja                  |                        | |
| Formosa        | 1895      | Taiwan                    |                        | De formele naam van het land is Republiek China. |
| Khmerrepubliek | 1970-1975 | Cambodja                  |                        | |
| Mesopotamië    |           | Irak                      |                        | In het Westen werd vaak Mesopotamië gebruikt terwijl men in de islamitische wereld Irak gebruikt. |
| Oost-Pakistan  | 1971      | Bangladesh                | Oost-Bangladesh        | |
| Palestina      | 1948      | Israël                    | West-Palestina, Kanaän | Nadat Palestina 1947 verdeeld werd in een Arabische (Palestijnse) staat en een joodse (Israëlische) staat veroverde de nieuwe joodse staat 78% van het historische grondgebied van Palestina. De overgebleven Palestijnse gebieden werden geannexeerd door Egypte en Jordanië. |
| Perzië         |           | Iran                      |                        | |
| Siam           | 1939      | Thailand                  |                        | |
| Transjordanië  | 1946      | Jordanië                  | Oost-Palestina         | |
| Transoxanië    |           | Oezbekistan               |                        | |
| West-Pakistan  | 1947-1971 | Pakistan                  |                        | |

## Europa
| Oude naam                                           | Jaar | Nieuwe naam                                               | Alternatieve naam | Opmerking |
| --------------------------------------------------- | ---- | --------------------------------------------------------- | ----------------- | --- |
| Luxemburg                                           |      |                                                           | Oost-Luxemburg    | Om verwarring met de Belgische provincie Luxemburg te voorkomen wordt ook wel eens Oost-Luxemburg gebruikt ter onderscheiding van West-Luxemburg. |
| Macedonië                                           | 2019 | Noord-Macedonië                                           |                   | Griekenland erkent de naam Macedonië niet. |
| Verenigd Koninkrijk van Groot-Brittannië en Ierland | 1927 | Verenigd Koninkrijk van Groot-Brittannië en Noord-Ierland |                   | |

### Joegoslavië
Koninkrijk (1918-1941): Van 1918 tot 1929 Koninkrijk der Serven, Kroaten en Slovenen, van 1929 tot 1941 Koninkrijk Joegoslavië.
Republiek (1943-1992): Van 1943 tot 1945 Federale Democratische Republiek Joegoslavië, van 1945 tot 1963 Federale Volksrepubliek Joegoslavië en van 1963 tot 1992 Socialistische Federale Republiek Joegoslavië.
Verkleind (1992-2006): Van 1992 tot 2003 Federale Republiek Joegoslavië, van 2003 tot 2006 Servië en Montenegro.

## Oceanië
| Oude naam  | Jaar | Nieuwe naam | Alternatieve naam | Opmerking |
| ---------- | ---- | ----------- | ----------------- | --- |
| West-Samoa | 1997 | Samoa       |                   | Het oostelijke gedeelte van de Samoa-eilanden Amerikaans-Samoa is een afhankelijk gebied van de Verenigde Staten |